# Giọng hát Việt nhí (mùa 8)
Giọng hát Việt nhí mùa 8 hay còn được gọi là Giọng hát Việt nhí - New Generation 2021 là mùa thứ tám của cuộc thi truyền hình thực tế Giọng hát Việt nhí do Đài Truyền hình Việt Nam phối hợp với công ty Cát Tiên Sa thực hiện và được phát sóng trên kênh VTV3 từ ngày 3 tháng 1 năm 2021 đến ngày 25 tháng 4 năm 2021. Mùa này gồm có sáu huấn luyện viên chia thành ba đội (mỗi đội gồm có hai huấn luyện viên) giống như hai mùa trước. Các cặp huấn luyện viên của mùa thi này gồm cặp đôi BigDaddy - Emily (đội BigFamily), cặp đôi Vũ Cát Tường - Hưng Cao (đội Kidneeland) và cặp đôi Hồ Hoài Anh - Lưu Hương Giang (đội Mimimama). Lưu Thiên Hương là giám đốc âm nhạc cho mùa thứ tám của chương trình.
Trong đêm Chung kết vào ngày 25 tháng 4 năm 2021, Lê Đăng Bách đã giành được vị trí quán quân của chương trình. Các thí sinh Lê Song Tùng, Trần Thị Thùy Trang và Nguyễn Hà Anh trở thành các á quân của chương trình.
Đây cũng là mùa cuối cùng của chương trình.

## Vòng Blind Audition (Giấu mặt)
Vòng Giấu mặt (hay còn được gọi là vòng Lộ diện) được phát sóng từ ngày 3 tháng 1 năm 2021 đến ngày 31 tháng 1 năm 2021. Trong vòng Giấu mặt, các huấn luyện viên sẽ tiến hành "tuyển quân" để tìm cho mình một đội 10 người, thay vì 12 hay 15 người như các mùa trước. Các huấn luyện viên sẽ ngồi quay lưng lại với thí sinh và không được biết bất cứ thông tin gì của thí sinh trừ giọng hát. Khi họ thấy muốn "tuyển" thí sinh đó vào đội thì phải nhấn nút "TÔI CHỌN BẠN" trong khi phần thi của thí sinh chưa kết thúc. Nếu chỉ một huấn luyện viên quay lại, thí sinh sẽ về đội người đó. Nếu có nhiều huấn luyện viên quay lại, thí sinh được phép chọn lựa huấn luyện viên mình thích và huấn luyện viên cũng được phép dùng mọi cách để "chiêu mộ" thí sinh về đội của mình. Huấn luyện viên đã đầy chỗ sẽ dừng tuyển trong khi các huấn luyện viên khác tiếp tục. Vòng giấu mặt kết thúc ngay khi tất cả các huấn luyện viên dừng tuyển vì đủ chỗ. Ở vòng này, mỗi đội sẽ được cho trước 150 like tương ứng với 150 triệu. Các cặp huấn luyện viên sẽ phải đặt cược số like cho thí sinh mình chọn (tối đa 20 like) để thuyết phục thí sinh về đội mình. Ngoài ra, mỗi đội cũng sẽ được quyền "Chặn" (chặn một đội khác khi tranh giành thí sinh) và quyền "Khóa âm" (không cho đội bị khóa âm nói để thuyết phục thí sinh). Mỗi quyền chỉ được sử dụng một lần cho mỗi huấn luyện viên.
Chú thích

### Tập 1 (03/01/2021)
| Thứ tự | Thí sinh (Tuổi, Quê quán)           | Bài hát (Sáng tác)                                                                   | Lựa chọn của huấn luyện viên và thí sinh | Lựa chọn của huấn luyện viên và thí sinh | Lựa chọn của huấn luyện viên và thí sinh |
| Thứ tự | Thí sinh (Tuổi, Quê quán)           | Bài hát (Sáng tác)                                                                   | BigDaddy & Emiliy                        | Hưng Cao & Vũ Cát Tường                  | Lưu Hương Giang & Hồ Hoài Anh            |
| ------ | ----------------------------------- | ------------------------------------------------------------------------------------ | ---------------------------------------- | ---------------------------------------- | ---------------------------------------- |
| 1      | Lưu Hoàng Yến Nhi (10)              | Con nhà người ta (ICD, Atule)                                                        | 15                                       | 10                                       | 9                                        |
| 2      | Nguyễn Phan Quỳnh Anh (12, Đà Nẵng) | Nhà thiết kế tương lai (Atule)                                                       | —                                        | —                                        | 9                                        |
| 3      | Bạch Khánh Linh (10, Nghệ An)       | Đi học (Bùi Đình Thảo, Hoàng Đinh Chính - Lời mới: Ngắn)                             | 20                                       | 20                                       | —                                        |
| 4      | Lê Trần Mỹ Anh (12, Hải Phòng)      | Hủ tiếu gõ (Lưu Thiên Hương - Lời mới: RichChoi)                                     | 15                                       | 17                                       | —                                        |
| 5      | Nguyễn Hà Anh (10-11, Hà Nội)       | Ba kể con nghe (Nguyễn Hải Phong - Lời mới: RichChoi)                                | 20                                       | 17                                       | 20                                       |
| 6      | Lê Đăng Bách (10, Hà Nội)           | Đàn gà trong sân, Gà trống thổi kèn (Nguyễn Văn Hiên, Lương Bằng Vinh - Lời mới: PP) | CHẶN                                     | 20                                       |                                          |

### Tập 2 (10/01/2021)
| Thứ tự | Thí sinh (Tuổi, Quê quán)             | Bài hát (Sáng tác)                                    | Lựa chọn của huấn luyện viên và thí sinh | Lựa chọn của huấn luyện viên và thí sinh | Lựa chọn của huấn luyện viên và thí sinh |
| Thứ tự | Thí sinh (Tuổi, Quê quán)             | Bài hát (Sáng tác)                                    | BigDaddy & Emiliy                        | Hưng Cao & Vũ Cát Tường                  | Lưu Hương Giang & Hồ Hoài Anh            |
| ------ | ------------------------------------- | ----------------------------------------------------- | ---------------------------------------- | ---------------------------------------- | ---------------------------------------- |
| 1      | Nguyễn Minh Thư (9, Bình Dương)       | Đi chơi công viên (Ngắn)                              | 15                                       | KHÓA ÂM (15)                             | —                                        |
| 2      | Trần Sỹ Luân (11, Nghệ An)            | Chú voi con ở Bản Đôn (Phạm Tuyên)                    | 12                                       | —                                        | 10                                       |
| 3      | Đào Phương Linh                       | Vì tôi còn sống (Tiên Tiên - Lời mới: Nhật Hoàng)     | 10                                       | —                                        | 10                                       |
| 4      | Trần Thị Thùy Trang (13, Nghệ An)     | Sáng Chủ nhật và điều không nên (CJO)                 | 15                                       | 12                                       | 12                                       |
| 5      | Nguyễn Ngọc Thảo Nguyên (8, Đồng Nai) | Đưa cơm cho mẹ đi cày (Hàn Ngọc Bích - Lời mới: Ngắn) | 10                                       | —                                        | —                                        |
| 6      | Đồng Hiền Trang Anh (13, Hà Nội)      | Bài ca hóa học (Trang Anh)                            | 20                                       | 15                                       | 15                                       |

### Tập 3 (17/01/2021)
| Thứ tự | Thí sinh (Tuổi, Quê quán)                   | Bài hát (Sáng tác)                                   | Lựa chọn của huấn luyện viên và thí sinh | Lựa chọn của huấn luyện viên và thí sinh | Lựa chọn của huấn luyện viên và thí sinh |
| Thứ tự | Thí sinh (Tuổi, Quê quán)                   | Bài hát (Sáng tác)                                   | BigDaddy & Emiliy                        | Hưng Cao & Vũ Cát Tường                  | Lưu Hương Giang & Hồ Hoài Anh            |
| ------ | ------------------------------------------- | ---------------------------------------------------- | ---------------------------------------- | ---------------------------------------- | ---------------------------------------- |
| 1      | Võ Phan Mai Khôi (13)                       | Chưa bao giờ mẹ kể (Châu Đăng Khoa - Lời mới: Atule) | 10                                       | 8                                        | —                                        |
| 2      | Nguyễn Ngọc Tuyết Anh (10, TP. Hồ Chí Minh) | Ba ngọn nến lung linh (Ngọc Lễ - Lời mới: Ngắn)      | 10                                       | —                                        | 10                                       |
| 3      | Nguyễn Duy Long (15, Quảng Ninh)            | Bất thường (CJO)                                     | 19                                       | 15                                       | 20                                       |
| 4      | Nguyễn Thảo Anh Thư                         | Mong năm tới sẽ tốt hơn (Anh Thư)                    | 20                                       | 12                                       | 20                                       |
| 5      | Nguyễn Diệu Linh (14, Phú Thọ)              | Vì sao đêm (Ngắn)                                    | —                                        | 9                                        | —                                        |
| 6      | Đỗ Minh Kỳ (11)                             | Aladdin chăm ngoan (Lowkey)                          | 17                                       | KHÓA ÂM (10)                             | 10                                       |

### Tập 4 (24/01/2021)
| Thứ tự | Thí sinh (Tuổi, Quê quán)                | Bài hát (Sáng tác)                                                            | Lựa chọn của huấn luyện viên và thí sinh | Lựa chọn của huấn luyện viên và thí sinh | Lựa chọn của huấn luyện viên và thí sinh |
| Thứ tự | Thí sinh (Tuổi, Quê quán)                | Bài hát (Sáng tác)                                                            | BigDaddy & Emiliy                        | Hưng Cao & Vũ Cát Tường                  | Lưu Hương Giang & Hồ Hoài Anh            |
| ------ | ---------------------------------------- | ----------------------------------------------------------------------------- | ---------------------------------------- | ---------------------------------------- | ---------------------------------------- |
| 1      | Ngô Minh Hằng (9, TP. Hồ Chí Minh)       | Người ơi người ở đừng về (Kata Trần, Thịnh Kainz (DTAP) - Lời mới: PP Nguyễn) | —                                        | —                                        | 12                                       |
| 2      | Bùi Lý Bảo Ngọc (8, Cần Thơ)             | Quả (Xanh Xanh - Lời mới: PP Nguyễn)                                          | 15                                       | —                                        | 20                                       |
| 3      | Nguyễn Mậu Khoa Minh (14, Hà Nội)        | 1 năm (Khoa Minh)                                                             | —                                        | —                                        | 20                                       |
| 4      | Lê Phạm Tiểu Bình (13, TP. Hồ Chí Minh)  | Nhà đông anh em (CJO, Atule)                                                  | 15                                       | 14                                       | 20                                       |
| 5      | Võ Nguyên Ngọc Nhi (11, TP. Hồ Chí Minh) | Cô Ba Sài Gòn (Only C, Nguyễn Phúc Thiện - Lời mới: PP Nguyễn)                | —                                        | 12                                       | 12                                       |
| 6      | Kelvin Huỳnh Alves (11, TP. Hồ Chí Minh) | Tình yêu nước ngọt (PP Nguyễn)                                                | CHẶN                                     | 15                                       | KHÓA ÂM (20)                             |

### Tập 5 (31/01/2021)
| Thứ tự | Thí sinh (Tuổi, Quê quán)                   | Bài hát (Sáng tác)                         | Lựa chọn của huấn luyện viên và thí sinh | Lựa chọn của huấn luyện viên và thí sinh | Lựa chọn của huấn luyện viên và thí sinh |
| Thứ tự | Thí sinh (Tuổi, Quê quán)                   | Bài hát (Sáng tác)                         | BigDaddy & Emiliy                        | Hưng Cao & Vũ Cát Tường                  | Lưu Hương Giang & Hồ Hoài Anh            |
| ------ | ------------------------------------------- | ------------------------------------------ | ---------------------------------------- | ---------------------------------------- | ---------------------------------------- |
| 1      | Nguyễn Bảo Hưng (11, Bắc Giang)             | Tết Tết Tết (PP Nguyễn)                    | 17                                       | 12                                       | 15                                       |
| 2      | Lê Nguyễn Phước Khang (10, TP. Hồ Chí Minh) | Ở nhà một mình (PP Nguyễn)                 | 17                                       | —                                        | 15                                       |
| 3      | Dương Ngọc Trâm Anh (14, TP. Hồ Chí Minh)   | Đi một ngày đàng học một sàng khôn (Atule) | 16                                       | 15                                       | —                                        |
| 4      | Phạm Hoàng Minh Anh (8, Hà Nội)             | Cả nhà nhớ mẹ (Pháo, PP Nguyễn)            | —                                        | (Đội hình đã đủ)                         | 15                                       |
| 5      | Châu Sở Hân (8, TP. Hồ Chí Minh)            | Bé lật đật (Khánh Vinh - Lời mới: Ngắn)    | 16                                       | —                                        | 20                                       |
| 6      | Lê Song Tùng (10, Hà Nội)                   | Bà nội mê phim Ấn (CJO)                    | 16                                       | (Đội hình đã đủ)                         | (Đội hình đã đủ)                         |

## Vòng Battle (Đối đầu)
Vòng Đối đầu (hay còn được gọi là vòng Đối mặt) được phát sóng từ ngày 7 tháng 2 năm 2021 đến ngày 7 tháng 3 năm 2021. 10 thí sinh trong mỗi đội sẽ được chia ra thành 5 trận đấu đối đầu, mỗi trận đấu có 2 thí sinh. Ở mỗi trận đấu, các thí sinh sẽ trình bày một ca khúc được tập luyện từ trước trên sân khấu dưới sự huấn luyện của huấn luyện viên chủ quản. Sau khi lên sân khấu và thể hiện xong bài hát đối đầu, huấn luyện viên chủ quản sẽ công bố một trong 2 thí sinh là người chiến thắng và được quyền đi tiếp vào vòng trong. Thí sinh giành chiến thắng trong trận đấu sẽ nhận được thêm số like của người thua trận vào tổng số like của mình. Trong 1 cặp đối đầu nào đó, nếu HLV thấy thí sinh còn lại xứng đáng được đi tiếp, HLV đó sẽ bấm nút "CỨU" để cứu thí sinh đó. Mỗi thí sinh được cứu sẽ được cấp thêm 10 like để bước tiếp vào vòng trong. Kết thúc vòng này, mỗi đội sẽ còn lại 6 thí sinh.
Chú thích
     Thí sinh chiến thắng trận đấu đối đầu trực tiếp
     Thí sinh thua trận đấu đối đầu nhưng được HLV bấm nút cứu ngay sau đó
     Thí sinh thua trận đấu đối đầu trực tiếp và không được HLV cứu (bị loại)

### Đội Hưng Cao & Vũ Cát Tường (Tập 6 - 07/02/2021)
| Thứ tự | Bài hát đối đầu (Sáng tác)              | Thí sinh 1 (Số like trước trận đấu) | Thí sinh 2 (Số like trước trận đấu) | Số like sau trận đấu (của người chiến thắng) |
| ------ | --------------------------------------- | ----------------------------------- | ----------------------------------- | -------------------------------------------- |
| 1      | 1, 2, 3 khỏe đẹp (PP Nguyễn)            | Lê Trần Mỹ Anh (17)                 | Kelvin Huỳnh Alves (15)             | 32                                           |
| 2      | Dùng iPad làm gì đấy? (PP Nguyễn)       | Nguyễn Bảo Hưng (12)                | Nguyễn Diệu Linh (9)                | 21                                           |
| 3      | Chợ online (CJO, Hưng Cao)              | Dương Ngọc Trâm Anh (15)            | Nguyễn Duy Long (15)                | 30                                           |
| 4      | Xe xe cộ cộ (Hưng Cao, Vũ Cát Tường)    | Lê Đăng Bách (20)                   | Đồng Hiền Trang Anh (15)            | 35                                           |
| 5      | Ai bận nhất ngày Tết? (Lưu Thiên Hương) | Bạch Khánh Linh (20)                | Võ Nguyên Ngọc Nhi (12)             | 32                                           |

### Đội BigDaddy & Emily (Tập 7 - 28/02/2021)
| Thứ tự | Bài hát đối đầu (Sáng tác)                             | Thí sinh 1 (Số like trước trận đấu) | Thí sinh 2 (Số like trước trận đấu) | Số like sau trận đấu (của người chiến thắng) |
| ------ | ------------------------------------------------------ | ----------------------------------- | ----------------------------------- | -------------------------------------------- |
| 1      | Đi đu quay đi (Phạm Thanh Hà, BigDaddy, Phúc Du)       | Lưu Hoàng Yến Nhi (15)              | Bùi Lý Bảo Ngọc (15)                | 30                                           |
| 2      | Công chúa bong bóng (Nguyễn Hoàng Linh - Lời rap: ICD) | Nguyễn Ngọc Tuyết Anh (15)          | Nguyễn Ngọc Thảo Nguyên (10)        | 25                                           |
| 3      | Mượn sữa làm quen (Phạm Thanh Hà, BigDaddy, Sóc Nâu)   | Lê Song Tùng (16)                   | Nguyễn Minh Thư (15)                | 31                                           |
| 4      | Nhà mất điện (Ngắn)                                    | Lê Nguyễn Phước Khang (17)          | Đỗ Minh Kỳ (17)                     | 34                                           |
| 5      | Mình cùng nhau đóng băng (Tiên Cookie - Lời rap: ICD)  | Nguyễn Thảo Anh Thư (20)            | Võ Phan Mai Khôi (10)               | 30                                           |

### Đội Hồ Hoài Anh & Lưu Hương Giang (Tập 8 - 07/03/2021)
| Thứ tự | Bài hát đối đầu (Sáng tác)                                             | Thí sinh 1 (Số like trước trận đấu) | Thí sinh 2 (Số like trước trận đấu) | Số like sau trận đấu (của người chiến thắng) |
| ------ | ---------------------------------------------------------------------- | ----------------------------------- | ----------------------------------- | -------------------------------------------- |
| 1      | Những giấc mơ kì lạ (Ngắn)                                             | Châu Sở Hân (20)                    | Phạm Hoàng Minh Anh (15)            | 35                                           |
| 2      | Báo Hồng (PP Nguyễn)                                                   | Ngô Minh Hằng (12)                  | Trần Sỹ Luân (10)                   | 22                                           |
| 3      | Những bông hoa tinh khôi (Lưu Thiên Hương)                             | Nguyễn Hà Anh (20)                  | Nguyễn Phan Quỳnh Anh (9)           | 29                                           |
| 4      | Nàng thơ xứ Huế (Hồ Hoài Anh - Lời thơ: Khánh Ly - Lời rap: Khoa Minh) | Nguyễn Mậu Khoa Minh (20)           | Lê Phạm Tiểu Bình (20)              | 40                                           |
| 5      | Khi mẹ vắng nhà (Pháo, Tez, Hồ Hoài Anh)                               | Trần Thị Thuỳ Trang (12)            | Đào Phương Linh (10)                | 22                                           |

## Vòng Knock-out (Đo ván)
Vòng Đo ván (hay còn gọi là vòng Thách đấu) được phát sóng từ ngày 14 tháng 3 năm 2021 đến ngày 28 tháng 3 năm 2021. 18 thí sinh của cả ba đội sẽ được chia thành 9 trận đấu, mỗi trận đấu gồm có 2 thí sinh đến từ 2 đội thi đấu với nhau. Các cặp đấu được xác định dựa trên số like của thí sinh có được ở hai vòng đầu tiên. Thí sinh có nhiều like nhất đội này sẽ đấu với thí sinh có số like thấp nhất đội kia theo thứ tự chênh số like ít dần. Mỗi thí sinh trong trận đấu sẽ biểu diễn một bài hát đơn ca và chỉ có duy nhất 1 thí sinh thắng cuộc trong mỗi trận đấu. Kết quả sẽ được quyết định bằng tổng bình chọn của hai giám khảo khách mời và cặp HLV còn lại không có thí sinh tham gia trận đấu đó. Thí sinh chiến thắng trận đấu sẽ nhận thêm số like của người thua trận vào tổng số like của mình. Mỗi cặp HLV sẽ có 1 quyền cứu 1 thí sinh thua cuộc của đội mình và mỗi thí sinh được cứu sẽ được cấp thêm 20 like để bước tiếp vào vòng trong. Sau vòng Đo ván, số lượng thí sinh vào vòng Liveshow của các đội sẽ khác nhau tùy thuộc vào số lần thắng hay thua của đội đó trong các trận đấu.
Chú thích
     – Thắng
     – Được cứu
     – Thua

### Tập 9 (14/03/2021)
| TT | Thí sinh 1                            | Thí sinh 1                    | Thí sinh 1                                                  | Thí sinh 1      | Thí sinh 1           | Thí sinh 2                            | Thí sinh 2              | Thí sinh 2                                                                  | Thí sinh 2      | Thí sinh 2           |
| TT | Tên thí sinh (Số like trước trận đấu) | Đội                           | Bài hát dự thi (Sáng tác)                                   | Điểm trung bình | Số like sau trận đấu | Tên thí sinh (Số like trước trận đấu) | Đội                     | Bài hát dự thi (Sáng tác)                                                   | Điểm trung bình | Số like sau trận đấu |
| -- | ------------------------------------- | ----------------------------- | ----------------------------------------------------------- | --------------- | -------------------- | ------------------------------------- | ----------------------- | --------------------------------------------------------------------------- | --------------- | -------------------- |
| 1  | Nguyễn Mậu Khoa Minh (40)             | Hồ Hoài Anh - Lưu Hương Giang | Thì sao nào? (Khoa Minh)                                    | 8,0             | 0                    | Đồng Hiền Trang Anh (10)              | Vũ Cát Tường - Hưng Cao | Giấc mộng trưa hè (Trang Anh)                                               | 9,0             | 50                   |
| 2  | Lê Phạm Tiểu Bình (10)                | Hồ Hoài Anh - Lưu Hương Giang | Anh trai hip hop (CJO - Lời rap: PP Nguyễn)                 | 8,7             | 44                   | Đỗ Minh Kỳ (34)                       | BigDaddy - Emily        | Gà gáy le te (Dân ca Cống (Lai Châu) - Lời mới: Huy Trân - Lời rap: Lowkey) | 8,2             | 0                    |
| 3  | Lê Đăng Bách (35)                     | Vũ Cát Tường - Hưng Cao       | Việt Nam những chuyến đi (Vicky Nhung - Lời rap: Đăng Bách) | 9,3             | 45                   | Nguyễn Minh Thư (10)                  | BigDaddy - Emily        | Lý cây đa (Dân ca quan họ Bắc Ninh - Lời rap: Nhật Hoàng)                   | 8,3             | 0                    |

### Tập 10 (21/03/2021)
| TT | Thí sinh 1                            | Thí sinh 1              | Thí sinh 1                                   | Thí sinh 1      | Thí sinh 1           | Thí sinh 2                            | Thí sinh 2                    | Thí sinh 2                                                                            | Thí sinh 2      | Thí sinh 2           |
| TT | Tên thí sinh (Số like trước trận đấu) | Đội                     | Bài hát dự thi (Sáng tác)                    | Điểm trung bình | Số like sau trận đấu | Tên thí sinh (Số like trước trận đấu) | Đội                           | Bài hát dự thi (Sáng tác)                                                             | Điểm trung bình | Số like sau trận đấu |
| -- | ------------------------------------- | ----------------------- | -------------------------------------------- | --------------- | -------------------- | ------------------------------------- | ----------------------------- | ------------------------------------------------------------------------------------- | --------------- | -------------------- |
| 1  | Nguyễn Ngọc Tuyết Anh (25)            | BigDaddy - Emily        | Trống cơm (Dân ca Bắc Bộ - Lời rap: ICD)     | 8,0             | 0                    | Bạch Khánh Linh (32)                  | Vũ Cát Tường - Hưng Cao       | Mẹ yêu (Phương Uyên - Lời rap: Hưng Cao)                                              | 9,7             | 57                   |
| 2  | Nguyễn Bảo Hưng (21)                  | Vũ Cát Tường - Hưng Cao | Cháu sợ làm phiền lắm (Ngắn, Vũ Cát Tường)   | 8,3             | 0                    | Châu Sở Hân (35)                      | Hồ Hoài Anh - Lưu Hương Giang | Barbie Girl (Soren Rasteo, Claus Norreen, René Dì, Lene Nystrom - Lời rap: PP Nguyễn) | 9,3             | 56                   |
| 3  | Lê Song Tùng (31)                     | BigDaddy - Emily        | Đi cấy (Dân ca Thanh Hóa - Lời rap: Sóc Nâu) | 9,7             | 53                   | Trần Thị Thuỳ Trang (22)              | Hồ Hoài Anh - Lưu Hương Giang | Hôm nay ăn gì? (CJO)                                                                  | 8,8             | 20                   |

### Tập 11 (28/03/2021)
| TT | Thí sinh 1                            | Thí sinh 1                    | Thí sinh 1                                                     | Thí sinh 1      | Thí sinh 1           | Thí sinh 2                            | Thí sinh 2                    | Thí sinh 2                                         | Thí sinh 2      | Thí sinh 2           |
| TT | Tên thí sinh (Số like trước trận đấu) | Đội                           | Bài hát dự thi (Sáng tác)                                      | Điểm trung bình | Số like sau trận đấu | Tên thí sinh (Số like trước trận đấu) | Đội                           | Bài hát dự thi (Sáng tác)                          | Điểm trung bình | Số like sau trận đấu |
| -- | ------------------------------------- | ----------------------------- | -------------------------------------------------------------- | --------------- | -------------------- | ------------------------------------- | ----------------------------- | -------------------------------------------------- | --------------- | -------------------- |
| 1  | Ngô Minh Hằng (24)                    | Hồ Hoài Anh - Lưu Hương Giang | Người Việt phải biết sử Việt (Hồ Hoài Anh - Lời rap: RichChoi) | 8,3             | 0                    | Nguyễn Thảo Anh Thư (30)              | BigDaddy - Emily              | Ru con (Dân ca Nam Bộ - Lời rap: Anh Thư)          | 8,33            | 54                   |
| 2  | Lưu Hoàng Yến Nhi (30)                | BigDaddy - Emily              | Xúc xắc xúc xẻ (Nguyễn Ngọc Thiện - Lời rap: Phúc Du)          | 8,2             | 20                   | Kelvin Huỳnh Alves (32)               | Vũ Cát Tường - Hưng Cao       | 1, 2, 3 reng reng (Hưng Cao, Vũ Cát Tường)         | 9,3             | 62                   |
| 3  | Nguyễn Duy Long (30)                  | Vũ Cát Tường - Hưng Cao       | Ôm cái nào (CJO - Lời rap: Hưng Cao)                           | 9,2             | 20                   | Nguyễn Hà Anh (29)                    | Hồ Hoài Anh - Lưu Hương Giang | Khi tháng 12 về (Hồ Hoài Anh - Lời rap: PP Nguyễn) | 9,7             | 59                   |

## Vòng loại trực tiếp
Vòng này diễn ra từ ngày 4 tháng 4 năm 2021 đến ngày 25 tháng 4 năm 2021. Khác với các mùa trước, các thí sinh sẽ tiếp tục thi đấu với nhau qua từng vòng thi theo thể thức đấu loại trực tiếp.

### Vòng Đột phá
Các thi sinh còn lại của chương trình sẽ được chia thành 2 bảng, bảng A và bảng B. Các bảng sẽ được chia dựa trên số like của thí sinh ở vòng Thách đấu trước đó, từ đó chia ra thành các trận đấu giữa thí sinh của bảng A với thí sinh của bảng B. Mỗi thí sinh sẽ thể hiện một tiết mục của mình với một rapper đến từ chương trình King of Rap. Tương tự vòng trước, kết quả sẽ được quyết định bằng tổng bình chọn của hai giám khảo khách mời và cặp HLV còn lại không có thí sinh tham gia trận đấu đó. Thí sinh giành được điểm trung bình cao hơn sẽ giành chiến thắng trận đấu và nhận thêm số like của người thua trận vào tổng số like của mình.
Chú thích
     Thí sinh giành chiến thắng trận đấu
     Thí sinh bị loại

#### Tập 12 (04/04/2021)
| TT | Thí sinh bảng A                       | Thí sinh bảng A               | Thí sinh bảng A | Thí sinh bảng A                      | Thí sinh bảng A | Thí sinh bảng A      | Thí sinh bảng B                       | Thí sinh bảng B               | Thí sinh bảng B | Thí sinh bảng B                                                | Thí sinh bảng B | Thí sinh bảng B      |
| TT | Tên thí sinh (Số like trước trận đấu) | Đội                           | Người hỗ trợ    | Bài hát dự thi (Sáng tác)            | Điểm trung bình | Số like sau trận đấu | Tên thí sinh (Số like trước trận đấu) | Đội                           | Người hỗ trợ    | Bài hát dự thi (Sáng tác)                                      | Điểm trung bình | Số like sau trận đấu |
| -- | ------------------------------------- | ----------------------------- | --------------- | ------------------------------------ | --------------- | -------------------- | ------------------------------------- | ----------------------------- | --------------- | -------------------------------------------------------------- | --------------- | -------------------- |
| 1  | Kelvin Huỳnh Alves (62)               | Vũ Cát Tường - Hưng Cao       | ICD             | Đừng nhìn mặt mà bắt hình dong (ICD) | 9,3             | 106                  | Lê Phạm Tiểu Bình (44)                | Hồ Hoài Anh - Lưu Hương Giang | Dablo           | Vẫn câu hỏi cũ (Hồ Hoài Anh, PP Nguyễn - Lời rap: Dablo)       | 8,3             | 0                    |
| 2  | Bạch Khánh Linh (57)                  | Vũ Cát Tường - Hưng Cao       | Ngắn            | Chị tôi (Trần Tiến - Lời rap: Ngắn)  | 9,7             | 77                   | Lưu Hoàng Yến Nhi (20)                | BigDaddy - Emily              | Weeza           | Xếp hàng (Emily, Weeza)                                        | 8,7             | 0                    |
| 3  | Nguyễn Hà Anh (59)                    | Hồ Hoài Anh - Lưu Hương Giang | Lona            | Xinh xinh (PP Nguyễn)                | 9,3             | 109                  | Đồng Hiền Trang Anh (50)              | Vũ Cát Tường - Hưng Cao       | Rica            | Đi đâu để thấy hoa bay (Hoàng Dũng - Lời rap: Trang Anh, Rica) | 8,9             | 0                    |

#### Tập 13 (11/04/2021)
| TT | Thí sinh bảng A                       | Thí sinh bảng A               | Thí sinh bảng A | Thí sinh bảng A                                       | Thí sinh bảng A | Thí sinh bảng A      | Thí sinh bảng B                       | Thí sinh bảng B               | Thí sinh bảng B | Thí sinh bảng B                                                                  | Thí sinh bảng B | Thí sinh bảng B      |
| TT | Tên thí sinh (Số like trước trận đấu) | Đội                           | Người hỗ trợ    | Bài hát dự thi (Sáng tác)                             | Điểm trung bình | Số like sau trận đấu | Tên thí sinh (Số like trước trận đấu) | Đội                           | Người hỗ trợ    | Bài hát dự thi (Sáng tác)                                                        | Điểm trung bình | Số like sau trận đấu |
| -- | ------------------------------------- | ----------------------------- | --------------- | ----------------------------------------------------- | --------------- | -------------------- | ------------------------------------- | ----------------------------- | --------------- | -------------------------------------------------------------------------------- | --------------- | -------------------- |
| 1  | Châu Sở Hân (56)                      | Hồ Hoài Anh - Lưu Hương Giang | Kenji           | Music changes my life (PP Nguyễn - Lời rap: Kenji)    | 8,2             | 0                    | Lê Đăng Bách (45)                     | Vũ Cát Tường - Hưng Cao       | Right           | Better man (Right, Đăng Bách)                                                    | 9,7             | 101                  |
| 2  | Nguyễn Thảo Anh Thư (54)              | BigDaddy - Emily              | Tuimi           | Purpose (Tuimi, Wassily Gradovsky - Lời rap: Anh Thư) | 9,0             | 0                    | Trần Thị Thùy Trang (20)              | Hồ Hoài Anh - Lưu Hương Giang | Pháo            | Tình bạn diệu kỳ (Ricky Star, Lăng LD, Hứa Kim Tuyền - Lời rap: Pháo, PP Nguyễn) | 9,3             | 74                   |
| 3  | Lê Song Tùng (53)                     | BigDaddy - Emily              | HIEUTHUHAI      | Đích tôn (BigDaddy, HIEUTHUHAI)                       | 9,5             | 73                   | Nguyễn Duy Long (20)                  | Vũ Cát Tường - Hưng Cao       | Nhật Hoàng      | Cứ đi rồi thành công sẽ đến (Nhật Hoàng, Vũ Cát Tường)                           | 8,7             | 0                    |

### Vòng Bán kết
Các thí sinh được bước tiếp vào vòng này sẽ được chia thành 2 bảng, bảng A và bảng B. Các bảng sẽ được chia dựa trên số like của thí sinh sau vòng Đột phá, từ đó chia ra thành các trận đấu giữa thí sinh của bảng A với thí sinh của bảng B. Mỗi thí sinh sẽ thể hiện một tiết mục solo đã được chuẩn bị trước đó. Sau khi các thí sinh trong trận đấu thể hiện xong tiết mục của mình, kết quả của trận đấu sẽ được quyết định bằng điểm trung bình từ điểm bình chọn của các giám khảo khách mời và cặp HLV còn lại không có thí sinh tham gia trận đấu đó. Thí sinh giành được điểm trung bình cao hơn sẽ giành chiến thắng trận đấu và nhận thêm số like của người thua trận vào tổng số like của mình. Ngoài ra, các giám khảo khách mời được quyền cứu một trong các thí sinh thua trận để được bước tiếp vào đêm Chung kết.
Chú thích
     Thí sinh giành chiến thắng trận đấu
     Thí sinh thua trận nhưng được cứu bởi các giám khảo khách mời
     Thí sinh bị loại

#### Tập 14 (18/04/2021)
| TT | Thí sinh bảng A                       | Thí sinh bảng A               | Thí sinh bảng A                                                 | Thí sinh bảng A | Thí sinh bảng A      | Thí sinh bảng B                       | Thí sinh bảng B               | Thí sinh bảng B                                        | Thí sinh bảng B | Thí sinh bảng B      |
| TT | Tên thí sinh (Số like trước trận đấu) | Đội                           | Bài hát dự thi (Sáng tác)                                       | Điểm trung bình | Số like sau trận đấu | Tên thí sinh (Số like trước trận đấu) | Đội                           | Bài hát dự thi (Sáng tác)                              | Điểm trung bình | Số like sau trận đấu |
| -- | ------------------------------------- | ----------------------------- | --------------------------------------------------------------- | --------------- | -------------------- | ------------------------------------- | ----------------------------- | ------------------------------------------------------ | --------------- | -------------------- |
| 1  | Nguyễn Hà Anh (109)                   | Hồ Hoài Anh - Lưu Hương Giang | Giấc mơ của tôi (Anh Quân - Lời rap: PP Nguyễn)                 | 9,3             | 0 (Được cứu)         | Lê Đăng Bách (101)                    | Vũ Cát Tường - Hưng Cao       | Con đường tôi (Khắc Hưng - Lời rap: Đăng Bách)         | 9,7             | 210                  |
| 2  | Bạch Khánh Linh (77)                  | Vũ Cát Tường - Hưng Cao       | Úm ba la (Atule)                                                | 9,1             | 0                    | Trần Thị Thùy Trang (74)              | Hồ Hoài Anh - Lưu Hương Giang | Bài ca tôm cá (Thịnh Kainz, Kata Trần - Lời rap: Ngắn) | 9,3             | 151                  |
| 3  | Kelvin Huỳnh Alves (106)              | Vũ Cát Tường - Hưng Cao       | Tarzan Boy (Maurizio Bassi, Naimy Hackett - Lời rap: PP Nguyễn) | 8,8             | 0                    | Lê Song Tùng (73)                     | BigDaddy - Emily              | Đồ chơi đất (Lưu Thiên Hương - Lời rap: PP Nguyễn)     | 9,3             | 179                  |

### Vòng Chung kết
Các thí sinh có mặt tại đêm Chung kết sẽ thể hiện hai tiết mục: một tiết mục kết hợp của các thí sinh cùng với huấn luyện viên trong đội và một tiết mục trình diễn solo. Kết quả sẽ được quyết định bằng tổng điểm của các giám khảo khách mời gồm giám đốc âm nhạc Lưu Thiên Hương cùng các nhà sản xuất chương trình và đại diện các đơn vị truyền thông và báo chí (chiếm 50% tổng số điểm) và điểm quy đổi từ bình chọn của khán giả truyền hình (chiếm 50% tổng số điểm). Thí sinh giành được điểm số cao nhất sẽ trở thành quán quân của chương trình và nhận giải thưởng 1 tỷ đồng cùng 1 năm sử dụng miễn phí sản phẩm đến từ nhà tài trợ. Những thí sinh còn lại sẽ trở thành á quân của chương trình.
Chú thích
     Quán quân
     Á quân

#### Tập 15 (25/04/2021)
| Thứ tự | Tên thí sinh        | Đội                           | Bài hát dự thi cùng huấn luyện viên (Sáng tác)               | Bài hát dự thi solo (Sáng tác)                                              | Tổng điểm                         |
| ------ | ------------------- | ----------------------------- | ------------------------------------------------------------ | --------------------------------------------------------------------------- | --------------------------------- |
| 1      | Nguyễn Hà Anh       | Hồ Hoài Anh - Lưu Hương Giang | Daddy Cool (Frank Farian, George Reyam - Lời rap: PP Nguyễn) | Lời ru cho con (Nhạc: Xuân Phương - Lời thơ: Kiều Anh - Lời rap: PP Nguyễn) | 2,2 (giám khảo: 1, khán giả: 1,2) |
| 2      | Trần Thị Thùy Trang | Hồ Hoài Anh - Lưu Hương Giang | Daddy Cool (Frank Farian, George Reyam - Lời rap: PP Nguyễn) | Túp lều dưới chân đồi (Atule)                                               | 2,8 (giám khảo: 1, khán giả: 1,8) |
| 3      | Lê Song Tùng        | BigDaddy - Emily              | Ấm no đời đời (Phạm Thanh Hà - Lời rap: BigDaddy)            | Trở lại tuổi thơ (Nhạc: Anh Quân - Lời: Dương Thụ - Lời rap: BigDaddy)      | 5,6 (giám khảo: 2, khán giả: 3,6) |
| 4      | Lê Đăng Bách        | Vũ Cát Tường - Hưng Cao       | Phi hành gia cô đơn (Vũ Cát Tường - Lời rap: Hưng Cao)       | Vệ tinh (CJO - Lời rap: Đăng Bách)                                          | 9,4 (giám khảo: 6, khán giả: 3,4) |

## Bảng loại trừ
Đội
| - Thí sinh đội BigDaddy - Emily | - Thí sinh đội Vũ Cát Tường - Hưng Cao | - Thí sinh đội Hồ Hoài Anh - Lưu Hương Giang |

Kết quả chi tiết

| - Quán quân - Á quân | - Thí sinh giành chiến thắng trận đấu loại - Thí sinh được cứu - Thí sinh bị loại |

| Thí sinh            | Vòng Đột phá (tuần 1 + 2) | Vòng Bán kết (tuần 3)   | Vòng Chung kết (tuần 4) |
| ------------------- | ------------------------- | ----------------------- | ----------------------- |
| Lê Đăng Bách        | Chiến thắng               | Chiến thắng             | Quán quân               |
| Lê Song Tùng        | Chiến thắng               | Chiến thắng             | Á quân                  |
| Trần Thị Thùy Trang | Chiến thắng               | Chiến thắng             | Á quân                  |
| Nguyễn Hà Anh       | Chiến thắng               | Được cứu                | Á quân                  |
| Kelvin Huỳnh Alves  | Chiến thắng               | Bị loại                 | Bị loại từ vòng Bán kết |
| Bạch Khánh Linh     | Chiến thắng               | Bị loại                 | Bị loại từ vòng Bán kết |
| Lưu Hoàng Yến Nhi   | Bị loại                   | Bị loại từ vòng Đột phá | Bị loại từ vòng Đột phá |
| Nguyễn Thảo Anh Thư | Bị loại                   | Bị loại từ vòng Đột phá | Bị loại từ vòng Đột phá |
| Đồng Hiền Trang Anh | Bị loại                   | Bị loại từ vòng Đột phá | Bị loại từ vòng Đột phá |
| Nguyễn Duy Long     | Bị loại                   | Bị loại từ vòng Đột phá | Bị loại từ vòng Đột phá |
| Lê Phạm Tiểu Bình   | Bị loại                   | Bị loại từ vòng Đột phá | Bị loại từ vòng Đột phá |
| Châu Sở Hân         | Bị loại                   | Bị loại từ vòng Đột phá | Bị loại từ vòng Đột phá |

## Đón nhận
Giọng hát Việt nhí phiên bản New Generation - Thế hệ mới đã nhận được sự chú ý từ khán giả với sự thay đổi về luật chơi, dàn thí sinh và huấn luyện viên. Sau khi những tập đầu tiên của chương trình được phát sóng, chương trình đã nhận được những phản hồi tích cực từ khán giả. Không chỉ đơn thuần là ca hát, các thí sinh xuất hiện trong mùa này đều rất đa tài, có nhiều năng khiếu đặc biệt như thiết kế, nhảy, diễn xuất. Một điều đặc biệt mà khán giả dễ dàng nhận thấy ở phần trình diễn của các thí sinh là họ đều có thể rap (sau sự thành công của Rap Việt & King of Rap). Việc cập nhật xu hướng hiện đại vào âm nhạc của trẻ em khiến cho các tiết mục trở nên cuốn hút và thú vị hơn rất nhiều. Sau vòng Giấu mặt, các thí sinh nổi bật là Thùy Trang, Nguyễn Hà Anh, Đồng Hiền Trang Anh, Bạch Khánh Linh, Đăng Bách, Duy Long, Kelvin Alves và Nguyễn Thảo Anh Thư.
Đến vòng Đối đầu, khán giả tiếp tục được thưởng thức những màn đối đầu giữa các thí sinh trong các đội. Điển hình là trong tập 7, cặp huấn luyện viên BigFamily nhận được những lời phản hồi tích cực về định hướng âm nhạc đầy mới mẻ và tươi trẻ mà họ mang đến trong từng tiết mục trình diễn của các thí sinh. Không chỉ làm mới những bài hát nổi tiếng như Công chúa bong bóng, Mình cùng nhau đóng băng, họ còn mượn ý từ Đi đu đưa đi, Mượn rượu tỏ tình để sáng tạo nên 2 ca khúc mới dành cho các thí sinh của mình là Đi đu quay đi và Mượn sữa làm quen. Nhiều khán giả cũng đã bày tỏ cảm xúc của mình thông qua những bài hát mà các thí sinh thể hiện trong chương trình. Qua những vòng đấu loại trực tiếp sau đó, những phần thể hiện của các thí sinh luôn được khán giả đánh giá cao.
Tuy nhiên, chương trình vẫn còn vấp phải nhiều tranh cãi. Một điểm trừ khiến cho khán giả không đánh giá cao là sân khấu sử dụng công nghệ thực tế ảo - một công nghệ đã từng được áp dụng trong chương trình King of Rap. Nhiều ý kiến cho rằng chương trình đã quá lạm dụng kỹ thuật này khiến cho sân khấu lúc tối đen, lúc lại rối mắt, màu mè và khá quê, không tập trung được vào thí sinh. Ngoài ra, phần trò chuyện giữa phụ huynh và các thí sinh bị coi là "giả trân" do không có MC hậu trường. Những đoạn hội thoại mang tính chất gượng ép như đọc thuộc lòng đã mất đi sự tự nhiên, chân thật của các thí sinh khiến người xem khó chịu vì sự khiên cưỡng. Đến vòng đấu loại trực tiếp, khi các thí sinh đang cố gắng hoàn thành tốt tiết mục của mình thì một số nghệ sĩ trong vai trò giám khảo có vẻ đã "thiếu kiểm soát" khi nhận xét các phần thi của các thí sinh tham gia chương trình. Điều này dẫn tới việc tạo ra áp lực cho các thí sinh nhỏ tuổi khi tham gia chương trình, chẳng hạn như các thí sinh Châu Sở Hân, Bạch Khánh Linh bị loại dù được giám khảo nhận xét và đánh giá cao trong tiết mục của mình.